# Holger-Madsen
Holger-Madsen (* 11. April 1878 in Kopenhagen; † 30. November 1943 ebenda) war ein dänischer Schauspieler, Filmregisseur, Drehbuchautor und Kinomanager. Neben August Blom und Benjamin Christensen gehört er zu den künstlerisch bedeutenden Regisseuren der Filmgesellschaft Nordisk in der Blütezeit des dänischen Films. Ab 1911 schrieb er seinen Namen mit einem Bindestrich.

## Leben
Madsen wurde 1896 Theaterschauspieler und trat jahrelang auf dänischen Provinzbühnen auf. Ab 1905 war er auf Kopenhagener Bühnen tätig, bis 1912 am Casino-Teatret und danach noch zwei Jahre am Dagmar-Teatret. 1914 beendete er seine Bühnenlaufbahn.
Ab 1908 spielte Madsen auch in Filmen. Unter Viggo Larsen als Sherlock Holmes trat er als Dr. Watson in einer Detektiv-Filmserie auf, die als dänische Reaktion auf die erfolgreiche französische Serie des Regisseurs Victorin Jasset um den Detektiv Nick Carter entstand. Er arbeitete bei verschiedenen dänischen Produktionsgesellschaften und übernahm 1912 seine erste Filmregie nach einem eigenen Drehbuch. 1913 wurde er bei der Nordisk Film angestellt und arbeitete dort bis 1920. Holger-Madsen drehte zunächst alles von Komödie bis Tragödie, entwickelte jedoch mit der Zeit inhaltliche und stilistische Eigenheiten und spezialisierte sich auf spirituelle Thematik. Er setzte auf visuelle Attraktivität seiner Filme, die durch innovative Kameraeinstellungen und Belichtungen seines Kameramanns Marius Clausen erreicht wurden. 1913 entstanden bei Nordisk mehrere ambitionierte Literaturverfilmungen. Holger-Madsen führte bei einer Verfilmung des Arthur-Schnitzler-Stücks Liebelei gemeinsam mit August Blom Regie. Sein 1914 produzierter Film Opiumsdrømmen wurde der erste dänische Film, der ein Totalverbot von der Zensur erhielt. Aus dem Bereich seiner religiös motivierten Filme gilt Evangeliemandens Liv (1914) als das wichtigste Werk. Valdemar Psilander spielt darin die Hauptrolle eines vom Leben enttäuschten Mannes, der Christ wird und sich als Armenprediger um die Ausgestoßenen kümmert.
Kurz vor Ausbruch des Ersten Weltkrieges begann Holger-Madsen mit den Dreharbeiten zu Die Waffen nieder! (Ned med vaabnene !) einem pazifistischen Film nach dem gleichnamigen Roman von Bertha von Suttner, der bei einem geplanten Weltfriedenskongress in Wien im September des Jahres hätte uraufgeführt werden sollen. Aufgrund der politischen Ereignisse erschien dieser Film jedoch erst ein Jahr später 1915 und war wegen der noch grassierenden Kriegsbegeisterung nur wenig populär. In Deutschland war seine Aufführung bis zum Kriegsende verboten. Er gilt heute als einer der ersten Antikriegsfilme. Das Drehbuch für Die Waffen nieder! schrieb Carl Theodor Dreyer, der bis 1918 noch fünf weitere Vorlagen für Filme Holger-Madsens schuf. Mit Pax Æterna (1917) trat Holger-Madsen zum zweiten Mal während des großen Krieges für pazifistische Ideen ein. Ebenfalls 1917 führte er bei Das Himmelsschiff, einem Weltraumabenteuer und frühen Vertreter des Science-Fiction-Film-Genres Regie – ein Wissenschaftler fliegt in einer Rakete zum Mars und trifft dort auf eine friedfertige Zivilisation. Da Mars zugleich ein römischer Kriegsgott ist, liegt auch bei diesem Film der Bezug zum noch andauernden Krieg offen. 1919 drehte Holger-Madsen Asta Nielsens vierten und letzten dänischen Film Der Fackelträger.
Als nach dem Krieg der Absatzmarkt für dänische Produktionen wegbrach, ging Holger-Madsen wie viele seiner Kollegen nach Deutschland. Eine erste Arbeit bekam er 1921 bei Joe May als Schauspieler und Ko-Regisseur des Films Tobias Buntschuh – Das Drama eines Einsamen. Bis 1929 drehte er insgesamt 13 deutsche Filme, die jedoch nur mäßigen Erfolg hatten. 1930 kehrte Holger-Madsen nach Dänemark zurück. Bis Mitte der 1930er Jahre bekam er dort hin und wieder eine Rolle in einem Film – unter anderem einem Fy-&-Bi-Film. Ihm wurde aber kaum noch eine Regie übertragen, zuletzt drehte er 1936 Sol over Danmark.
1937 erhielt Madsen eine Kinokonzession und betrieb bis zu seinem Tod ein kleines Kino (Enghave Bio) in Kopenhagen. Er war mit Rigmor Holger-Madsen verheiratet, die Ende der 1910er Jahre zwei Drehbücher für den Regisseur Lau Lauritzen schrieb.

## Filmografie (Auswahl)
- 1913: Liebelei (Elskovsleg)
- 1914: Die Waffen nieder! (Ned med våbnene)
- 1916: Den frelsende Film
- 1918: Das Himmelsschiff
- 1919: Der Fackelträger (Mod lyset)
- 1921: Am Webstuhl der Zeit
- 1921: Tobias Buntschuh
- 1922: Pömperlis Kampf mit dem Schneeschuh
- 1923: Der Evangelimann
- 1926: Spitzen
- 1926: Die Sporck’schen Jäger
- 1927: Die heilige Lüge
- 1928: Die seltsame Nacht der Helga Wangen
- 1928: Was ist los mit Nanette?